# Arabitragus jayakari
Arabitragus jayakari — вид ссавців, включений в Червону книгу МСОП. Ropiquet і Hassanin (2005) виділили цей вид з роду Hemitragus і помістити його в монотиповий рід Nilgiritragus.

## Ареал проживання
Єдина популяція у світі знаходиться в горах на півночі Оману та Об'єднаних Арабських Еміратів, де він надає перевагу скелястим північним схилам між 1000 і 1800 м, які характеризуються відносно високою кількістю опадів, більш низькою температурою і різноманітною рослинністю. Спостереження в Об'єднаних Арабських Еміратах і північному регіоні Батіна Оману є спорадичними і рідкісними. Вони були помічені на нижчих висотах під час гону, коли самці, як відомо, долають великі відстані між відомими популяціями щоб знайти самицю.

## Фізичні характеристики
Вагою всього близько 23 кілограмів. У нього кремезна статура з сильними ногами і широкими копитами, що добре підходять для лазіння. Довге, злегка кошлате хутро цих тварин червонувато-коричневе, уздовж хребта проходить темна смуга. Шия вкрита гривою, передні ноги можуть бути вкриті довгими пучками волосся. Самці й самиці мають загнуті назад роги, але у самців вони довші й товщі.

## Екологія
У неволі пологи бувають в усі місяці року, але в дикій природі — з вересня по листопад. Живуть невеликими сімейними групами з двох або трьох тварин, і повністю травоїдні, харчуючись травою, чагарниками, листям і плодами більшості дерев. Вид денний, з піками активності рано вранці і пізно ввечері. Хоча може довго існувати без пиття, якщо багато хорошої рослинності, влітку ходить пити кожні два або три дні. Вагітність триває 140-145 днів.

## Загрози та охорона
Найбільша загроза для виживання виду це втрата середовища існування. Поза межами охоронних областей проблеми включають обмеження місця проживання, браконьєрство, і, найголовніше, конкуренція з домашньою худобою, в першу чергу домашніми козами. Є незаконним вбити або захопити тварину в Омані згідно з королівським указом 1976 року.